# دوباره بزنش
دوباره بزنش (انگلیسی: Hit Him Again) یک فیلم کمدی صامت کوتاه به کارگردانی گیلبرت پرت است که در سال ۱۹۱۸ منتشر شد و امروزه یک فیلم گمشده محسوب می‌شود.

## بازیگران
- هارولد لوید
- اسناب پالرد
- ببه دنیلز
- سمی بروکس
- گاس لئونارد
- لایج کانلی
- لو هاروی
- جیمز پروت